# Türkmenisztán a 2020. évi nyári olimpiai játékokon
Türkmenisztán a japán Tokióban megrendezett 2020. évi nyári olimpiai játékok egyik részt vevő nemzete volt. Az országot az olimpián 4 sportágban 9 sportoló képviselte, akik összesen 1 érmet szereztek. Türkmenisztán megszerezte első olimpiai érmét.

## Érmesek
| Érem  | Versenyző      | Sportág    | Versenyszám |
| ----- | -------------- | ---------- | ----------- |
| Ezüst | Polina Guryeva | Súlyemelés | Női 59 kg   |

## Atlétika
Férfi
| Versenyző       | Versenyszám   | Selejtező | Selejtező | Döntő    | Döntő    |
| Versenyző       | Versenyszám   | Eredmény  | Helyezés  | Eredmény | Helyezés |
| --------------- | ------------- | --------- | --------- | -------- | -------- |
| Mergen Mämmedow | Kalapácsvetés | 67,53 m   | 30.       | kiesett  | kiesett  |

## Cselgáncs
Női
| Versenyző             | Versenyszám | 32-es főtábla                  | Nyolcaddöntő      | Negyeddöntő       | Elődöntő          | Vigaszág elődöntő | Bronz- mérkőzés   | Döntő             | Helyezés |
| Versenyző             | Versenyszám | Ellenfél Eredmény              | Ellenfél Eredmény | Ellenfél Eredmény | Ellenfél Eredmény | Ellenfél Eredmény | Ellenfél Eredmény | Ellenfél Eredmény | Helyezés |
| --------------------- | ----------- | ------------------------------ | ----------------- | ----------------- | ----------------- | ----------------- | ----------------- | ----------------- | -------- |
| Gülbadam Babamuratowa | Harmatsúly  | Gili Cohen (ISR) · 00(0)–10(1) | kiesett           | kiesett           | kiesett           | kiesett           | kiesett           | kiesett           | 17.      |

## Súlyemelés
Férfi
| Versenyző             | Versenyszám | Szakítás | Szakítás | Lökés                    | Lökés                    | Összesen | Helyezés |
| Versenyző             | Versenyszám | Eredmény | Helyezés | Eredmény                 | Helyezés                 | Összesen | Helyezés |
| --------------------- | ----------- | -------- | -------- | ------------------------ | ------------------------ | -------- | -------- |
| Rejepbaý Rejepow      | 81 kg       | 164      | 3.       | érvényes kísérlet nélkül | érvényes kísérlet nélkül | kiesett  | kiesett  |
| Öwez Öwezow           | 109 kg      | 171      | 11.      | 200                      | 10.                      | 371      | 10.      |
| Hojamuhammet Toýçyýew | +109 kg     | 184      | 4.       | 230                      | 6.                       | 414      | 4.       |

Női
| Versenyző          | Versenyszám | Szakítás | Szakítás | Lökés    | Lökés    | Összesen | Helyezés |
| Versenyző          | Versenyszám | Eredmény | Helyezés | Eredmény | Helyezés | Összesen | Helyezés |
| ------------------ | ----------- | -------- | -------- | -------- | -------- | -------- | -------- |
| Kristina Şermetowa | 55 kg       | 90       | 6.       | 115      | 5.       | 205      | 6.       |
| Polina Guryeva     | 59 kg       | 96       | 3.       | 121      | 2.       | 217      |          |

## Úszás
Férfi
| Versenyző     | Versenyszám | Előfutam | Előfutam | Előfutam | Elődöntő | Elődöntő | Elődöntő | Döntő   | Döntő    |
| Versenyző     | Versenyszám | Idő      | Hely.    | Össz.    | Idő      | Hely.    | Össz.    | Idő     | Helyezés |
| ------------- | ----------- | -------- | -------- | -------- | -------- | -------- | -------- | ------- | -------- |
| Merdan Ataýew | 100 m hát   | 55,24    | 1.       | 34.      | kiesett  | kiesett  | kiesett  | kiesett | kiesett  |
| Merdan Ataýew | 200 m hát   | 2:03,68  | 5.       | 29.      | kiesett  | kiesett  | kiesett  | kiesett | kiesett  |

Női
| Versenyző       | Versenyszám | Előfutam | Előfutam | Előfutam | Elődöntő | Elődöntő | Elődöntő | Döntő   | Döntő    |
| Versenyző       | Versenyszám | Idő      | Hely.    | Össz.    | Idő      | Hely.    | Össz.    | Idő     | Helyezés |
| --------------- | ----------- | -------- | -------- | -------- | -------- | -------- | -------- | ------- | -------- |
| Darýa Semýonowa | 100 m mell  | 1:16,37  | 2.       | 39.      | kiesett  | kiesett  | kiesett  | kiesett | kiesett  |